# Estelle Ceulemans
Estelle Ceulemans (Rocourt, 12 febbraio 1970) è una politica e sindacalista belga, membro del Partito Socialista ed europarlamentare nella X legislatura.

## Biografia
Ceulemans ha conseguito una laurea in scienze del lavoro e una specializzazione in gestione delle risorse umane presso l'Université libre de Bruxelles. Successivamente ha lavorato come assistente di ricerca presso il Dipartimento di Economia Applicata (Dulbea) ed è stata docente nel campo dell'organizzazione tecnica e del finanziamento della previdenza sociale dal 2012 al 2020.
Tra il 2000 e il 2006 ha collaborato con vari gabinetti ministeriali socialisti, occupandosi principalmente di questioni relative all'occupazione e alla sicurezza sociale. Dal 2000 al 2003 ha lavorato presso l'ufficio dell'allora vice primo ministro e ministro del Lavoro Laurette Onkelinx e dal 2003 al 2006 è stata vicedirettrice dell'unità strategica dell'ufficio del ministro dell'Ambiente Freya Van den Bossche (2003-2004) e del ministro degli Affari sociali Rudy Demotte (2004-2006).
All'inizio del 2007 ha iniziato a lavorare per il sindacato socialista FGTB. Fino al 2012 è stata consulente presso il dipartimento degli affari sociali del servizio federale di ricerca di questo sindacato e poi, dal 2012 al 2014, ha assunto il ruolo di direttrice del servizio federale di ricerca. Ha ricoperto l'incarico di segretaria federale della FGTB-ABVV dal 2014 al 2016 e quello di direttrice della federazione generale di questo sindacato dal 2016 al 2018. Nel maggio 2018 è diventata segretaria generale della sezione interregionale della FGTB-ABVV a Bruxelles, incarico dal quale si è dimessa nel maggio 2024.
Si è impegnata in diverse organizzazioni legate alla giustizia sociale e alla solidarietà internazionale. Dal 2016 al 2022 è stata presidente del consiglio di amministrazione del CNCD, dal 2020 è presidente della ONG Solidarité Socialiste e dal 2022 è membro del consiglio di amministrazione dell'Istituto per i diritti umani. Ha guidato anche campagne per i diritti delle donne e contro il fascismo.
Alle elezioni europee del giugno 2024 si è posizionata al secondo posto nella lista del PS, cosa che l'ha costretta a dimettersi dalla carica di dirigente sindacale. È stata eletta al Parlamento europeo con 45.260 voti di preferenza.